# علم توفالو
علم توفالو هو عالم خاص بدولة توفالو وهي جزيرة تقع في قارة أوقيانوسيا. تم رفع العلم عندما أصبحت توفالو دولة مستقلة في عام 1978، وذلك بعد انفصالها عن جزر جيلبرت (كيريباتي) في عام 1976.